# LIL FANTASY vol.1
《LIL FANTASY vol.1》是韓國女子團體TWICE成員彩瑛作為Solo出道的首張韓語正規專輯，由JYP娛樂製作並於2025年9月12日發行，專輯一共收錄了9首歌曲。

## 概述
2025年6月10日，據韓媒報導，彩瑛確定作為TWICE第四位Solo成員，並預計於今年下半年個人出道，8月8日，官方釋出短片，宣布彩瑛將於9月12日以首張正規專輯Solo出道，8月12日，宣布專輯名稱為《LIL FANTASY vol.1》。
9月12日下午1時，公開專輯主打曲音樂錄影帶及全專音源，並發行實體專輯。

## 發行與宣傳
2025年8月12日，官方公布數位音源封面，同日，釋出首波專輯預覽圖並開放預購，8月18日及20日，釋出Vinyl版專輯預覽圖並開放預購。

### 專輯配置
發行版本
- 一般版 (Glimmer ver./Murmur ver.)：內含寫真冊（88頁/共1款）、CD（共1款）、CD封套（共1款）、信封（共1款）、Interview卡1張（共3款）、印刷照片1張（共3款）、隨機小卡4張（共15款）、鑰匙吊飾1個（共1款）、折疊海報1張（共3款）、歌詞地圖1張（共1款）
- 單封版 (Sparkle ver.)：內含外盒（共1款）、寫真冊（24頁/共1款）、CD（共1款）、隨機小卡1張（共3款）、貼紙1張（共3款）、拍立得卡1張（共1款）、折疊海報1張（共2款）
- 特別版 (Canvas ver.)：內含外盒（共1款）、填色寫真冊（68頁/共1款）、CD（共1款）、CD封套（共1款）、隨機小卡1張（共3款）、色鉛筆5支（共1款）、歌詞本（16頁/共1款）、書籤1張（共3款）、折疊海報1張（共1款）
- 黑膠唱片 (Target Exclusive Avocado Vinyl ver./Avocado Pit Vinyl ver./TWICE STORE Exclusive Downpour Vinyl ver.)：內含12吋彩膠（共1款）、單頁式外套（共1款）、彩繪印刷內套（共1款）、海報（共1款）、唱盤墊（共1款）、小卡（共1款）

預購禮
- 一般版：徽章1枚 Glimmer版/Murmur版、海報 Glimmer版/Murmur版
- 單封版：小卡1張、迷你明信片1張

## 發行歷史
| 發行地區 | 發行日期      | 發行形式        | 廠牌             |
| -------- | ------------- | --------------- | ---------------- |
|          | 2025年9月12日 | CD 數位音樂下載 | JYP娛樂 聯眾唱片 |
| 全球     | 2025年9月12日 | CD 數位音樂下載 | JYP娛樂 聯眾唱片 |
| 美国     | 2025年9月12日 | 黑膠唱片        | JYP娛樂 聯眾唱片 |

## 專輯銷量
| 國家 | 排行榜       | 銷量 | 來源 |
| ---- | ------------ | ---- | ---- |
| 韓國 | Circle Chart |      |      |
| 韓國 | Hanteo Chart |      |      |
| 日本 | Oricon公信榜 |      |      |